# Maithuna

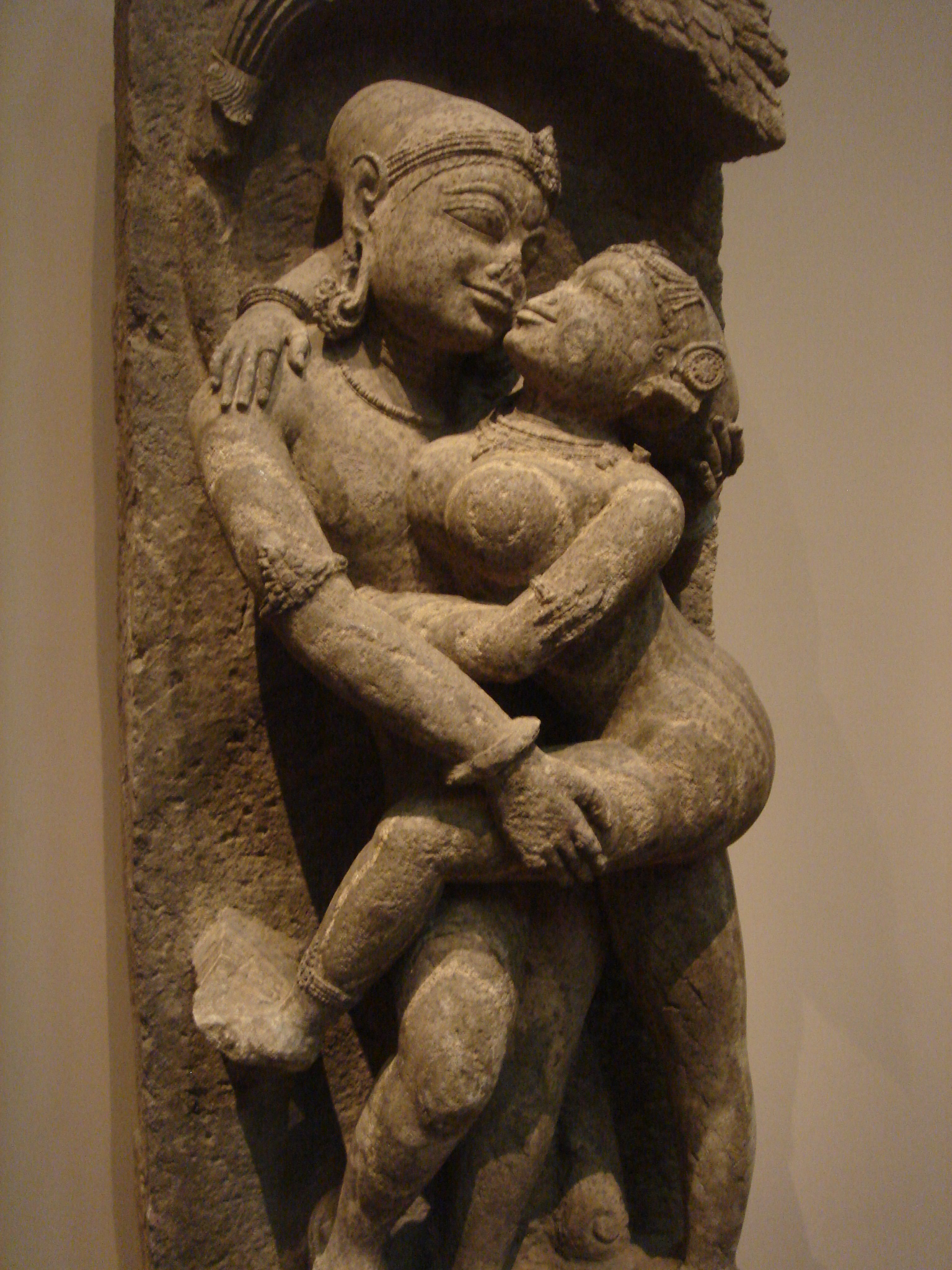
Pareja realizando maithuna. Dinastía Ganga Oriental (Orisa, India), siglo XIII.

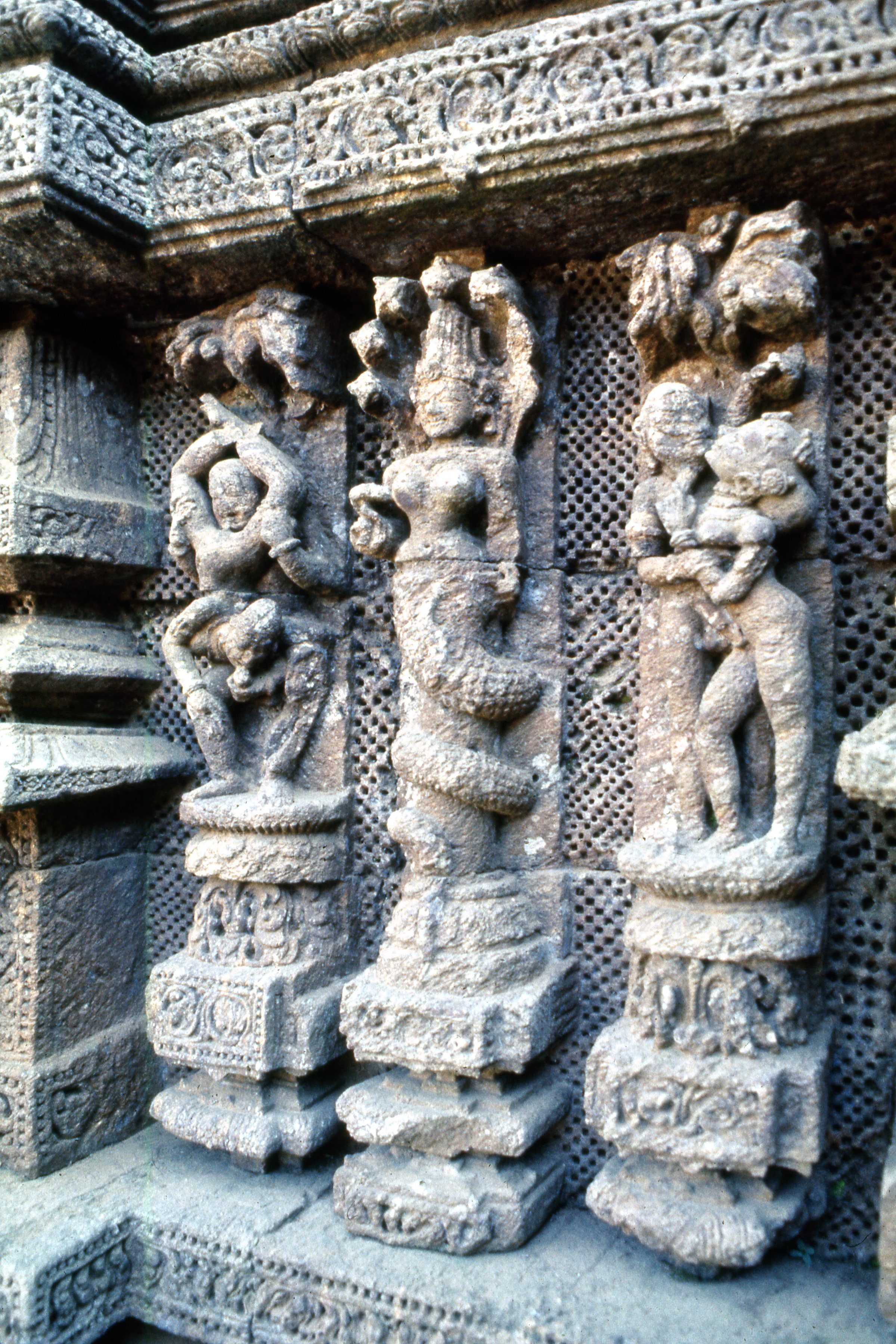
Esculturas eróticas proveniente del Templo de Suria (Konark)

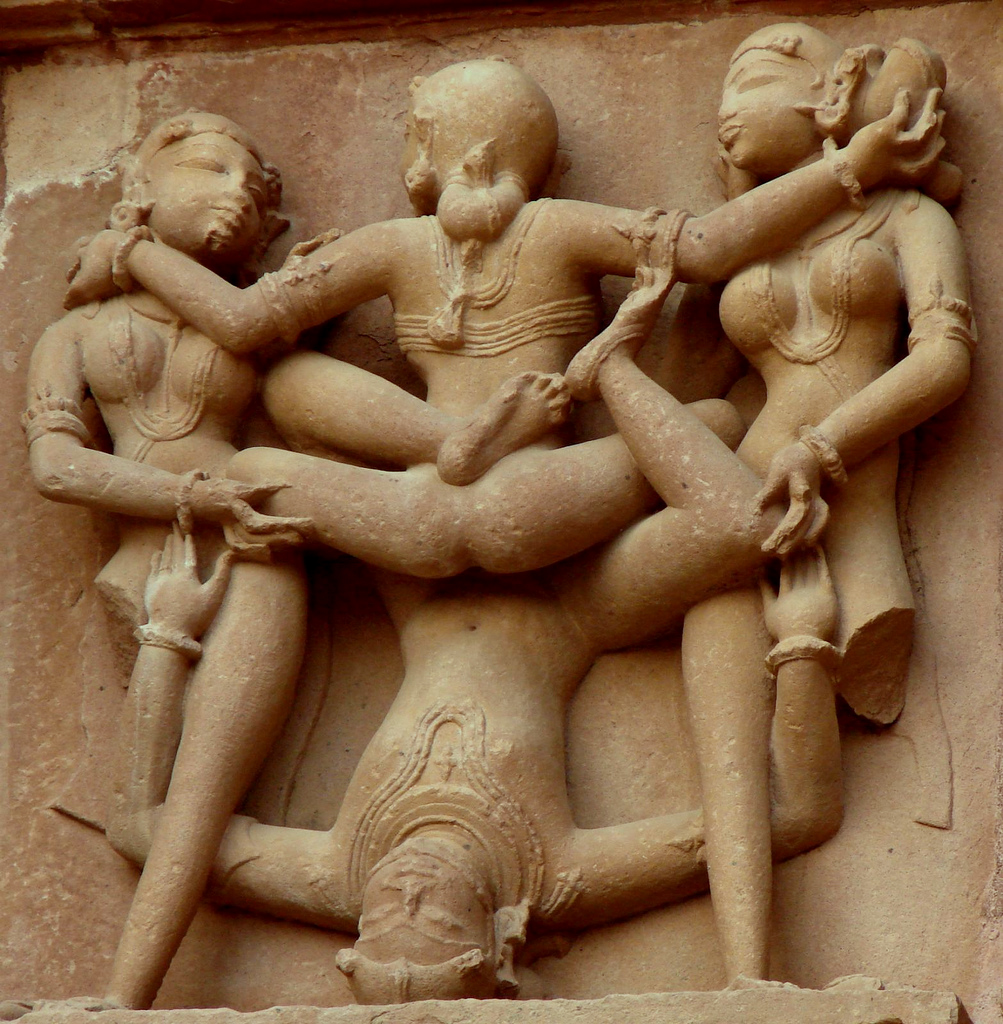
Escultura erótica en el exterior del templo de Khayurajo (estado de Madhia Pradesh).

Maithuna o mithuna es un término sánscrito utilizado en el tantra para denominar la unión sexual en un contexto ritual.
En el tantra constituye el principal de las pañcha ma-kara (‘cinco letras-m’), las cinco sustancias que se utilizaban en la puya tántrica (ritual de adoración a un dios) o en el sádhana (práctica o disciplina diaria) tántrico:
- madia (vino)
- mamsa (carne)
- matsia (pescado)
- mudrá (grano tostado)
- maithuna (relación sexual)

Algunos autores (por ejemplo Yogananda), credos y escuelas consideran que el maithuna es un acto puramente mental y simbólico. Una mirada a las diferentes traducciones de la palabra maithuna muestra claramente que se refiere a parejas hombre-mujer y su unión en el sentido físico-sexual, y es sinónimo de kriya nishpatti (limpieza madura).
Como el espíritu sin la materia no es efectivo por sí mismo, ambos elementos trabajan juntos para lograr la armonía; sólo cuando la unión ha sido consagrada es cuando se considera que maithuna alcanza su plenitud. La pareja es entonces divina: ella es Shakti y él es Shivá. Algunas Escrituras hinduistas[cita requerida] advierten que a menos que esta transformación espiritual se produzca la unión está incompleta.
Sin embargo, es posible experimentar una forma de maithuna sin unión física. El acto puede existir en un plano metafísico, sin penetración sexual, en el que se produce transferencia entre la energía shakti y el shakta (adorador de Shakti) a través del cuerpo sutil por sí solos. Es cuando esta transferencia de energía que ocurre en la pareja, simbolizada y encarnada en la diosa y el dios a través de la disminución de egos, se enfrentan a la realidad última y se experimenta la felicidad través de la unión de los cuerpos sutiles.[cita requerida]